# 나가사키 국기 사건
나가사키 국기 사건(長崎国旗事件)은 1958년 5월 2일 일본 나가사키시에서 한 우익 단체에 소속된 남성이 중화인민공화국의 국기를 끌어내려 훼손한 사건이다.
나가사키현 나가사키시에 위치한 하마야 백화점 4층 행사장에서 일중우호협회 나가사키지부의 주최로 중국 우표 전람회가 열렸다. 당시 행사장 입구 근처의 천장에는 중국 국기인 오성홍기가 철사로 메달려 있었다. 그런데 나가사키 주재 중화민국(대만) 영사관(지금의 주오사카 타이베이 경제문화판사처 후쿠오카 분처)이 오성홍기가 국제법상 비합법적인 국기이며 이를 게양하는 것은 대만과 일본의 우호 관계에 악영향을 미친다는 경고를 보내왔다.
이때 한 우익 단체에 소속되어 있던 28세의 일본인 남성이 난입하여 오성홍기를 끌어내리고 훼손해버렸다. 깃발 자체는 찢기지 않았지만 경찰은 해당 남성을 기물파손 혐의로 입건했다. 이후 12월 3일 경범죄법에 근거해 과태료 500엔이라는 약식 명령으로 결론지어졌다. 당시 일본은 중국과 국교가 없었기 때문에 오성홍기는 보호 대상으로 고려되지 않았지만 대만 영사관 측의 요청이 있었기 때문에 일본 형법에 규정된 외국 국장 손괴죄보다 가벼운 처분으로 끝냈던 것이다.
하지만 중국 정부는 기시 노부스케 당시 일본 총리와 내각의 대응을 강력히 비판하며 제재에 나섰다. 5월 9일 천이 외교부장이 일본과의 무역을 중단하는 취지의 성명을 발표하고 협상 중이던 철강 수출 계약도 파기했다. 이는 1960년 12월 우호상사(友好商社)에 한하여 무역이 재개될 때까지 약 2년 반에 걸친 무역 정지 상태를 불러왔다. 이러한 통상 단절은 중국 대륙과의 무역 비중이 높던 상공업자들에게 큰 경제적 타격을 입혔다.
다만 아사히 신문의 5월 11일자 사설에 의하면 외국 국장 손괴죄에 관한 판례는 없지만 통설에 따르면 '보호해야 할 국기란 그 나라를 상징하는 것으로 게양된 공식 국기만을 가리키며 만국기나 환영용의 작은 깃발 혹은 사적 단체가 게양하는 깃발과 같은 장식용 깃발은 포함되지 않는다'고 주장했다. 따라서 해당 백화점의 오성홍기는 장식용 깃발에 지나지 않는데도 중국이 지나치게 예민하게 반응했다면서 비판했다. 또한 훗날 공개된 대만 정부의 외교 문서에 의하면 당시 사건은 대만 영사관과 우익 단체가 비밀리에 연락을 취하여 일으킨 사건임이 드러났다.
이 사건이 일어나기 2년 전인 1956년 7월에도 비슷한 사건이 있었다. 중국의 경극 배우인 메이란팡이 일본에 왔을 때 오사카시의 관서화교자유애호동맹이 항의 시위를 벌였다. 이 과정에서 중화민국의 국기 청천백일만지홍기를 치워버린 사건이 발생했다. 대만 정부는 처벌을 요청하여 오사카 지검이 수사에 나섰지만 일본 민간인이 가지고 있던 국기를 외국 국장 손괴죄로 처벌할 수는 없다고 하여 불기소 처분이 내려졌다.

## 참고 문헌
- 아사히 신문 1958년 5월 신문축쇄판
- 국기 수업 - 웨이백 머신 (보관됨 2010-02-26) - TOSS H・I・T (기하라 히토시)
- 祁建民 「나가사키 국기 사건의 진상과 그 의미」 (나가사키현립대학 동아시아연구소 『동아시아 평론』 제6호 2014.3)

## 같이 보기
- 중일국교정상화